# Thecla aurora
Thecla aurora är en fjärilsart som beskrevs av Druce 1907. Thecla aurora ingår i släktet Thecla och familjen juvelvingar. Inga underarter finns listade i Catalogue of Life.